# Alessandro Soresini
Alessandro Soresini conosciuto semplicemente come Alex o Ale Soresini (Lodi, 15 luglio 1973 – Desio, 14 agosto 2017) è stato un batterista italiano, noto in particolare per essere stato membro dei Reggae National Tickets, degli Africa Unite e per un breve periodo con gli Shengen Clan di Alborosie, cofondatore degli Smoke ed era considerato il miglior batterista reggae della scena italiana..

## Biografia
Si avvicinò al mondo della musica reggae in giovane età, e dopo alcune esperienze passate come batterista con le band lodigiane dei Light in the Dark (1989-1994) e i Bandaloska (1994-1996), divenne noto alla scena reggae italiana nel 1996 quando entrò in formazione con i Reggae National Tickets, una band di origini bergamasche e attiva già da qualche anno, e capitanata da un giovane e promettente cantante noto come Stena, in sostituzione del batterista Federico Duende Pagnoncelli.
Negli anni di attività con i R.N.Tickets ha pubblicato quattro album di successo, dove vendettero circa duecentomila dischi,  e si aggiudicarono il titolo di "Italian Reggae Ambassador", nel concorso internazionale per gruppi emergenti italiani del Rototom Sunsplash, che tra i premi dava l'oppurtunità di esibirsi anche al Reggae Sumfest, uno dei più importanti festival reggae che si tiene tutti gli anni a Montego Bay in Giamaica,.
Nel 2001, terminata l'esperienza con i Reggae National Tickets, si trasferì in Giamaica con il suo amico fraterno Stena (Alborosie), lavorando inizialmente come batterista turnista per diversi artisti, mentre Alborosie come produttore alla GeeJam Studio di Port Antonio. Ma quando suonare come batterista turnista non bastò più, decise di tornare a casa alla ricerca qualche ingaggio, e vi riuscì suonando nelle band di Giuliano Palma, Neffa e nelle fasi iniziali della "nuova" carriera artistica di Alborosie, ovvero nella Shengen Clan band.
Contemporaneamente, nel 2004,  fondò gli Smoke con il bassista Gianluca Pelosi, il saxofonista Marco Zaghi coinvolgendo anche il tastierista Patrick Benifei dei Casino Royale e il cantante americano Andrew Halyard, poi sostituito da Sean Martin, un rapper considerato tra i fondatori della scena musicale hip hop italiana. Con gli Smoke pubblicarono due dischi molto apprezzati, Smoke nel 2006 e Routes nel 2008, quest'ultimo considerato un capolavoro del reggae italiano.
La sfortuna volle che l'8 luglio 2007, durante il primo tour europeo di Alborosie, Soresini ebbe un serio malore appena finito il concerto di Paderno Dugnano, causando l'annullamento dell'intero tour, venendo poi sostituito nella Shengen Clan band dal batterista giamaicano Fitzroy 'Dave' Green.
Nel corso degli anni ha anche collaborato nelle produzioni e nei concerti con artisti e gruppi importanti sulla scena reggae italiana e internazionale come: Morgan Heritage, Casino Royale, Nina Zilli, Princess Nubians, David Lion, Sun Sooley, Piero Dread, Millionaire Blonde e con lo stesso Alborosie, e nel 2010 entrò in formazione con uno dei gruppi reggae di riferimento della scena italiana, gli Africa Unite, in sostituzione di Davide Graziano.
Nella sua intensa carriera, Soresini, venne considerato per perizia tecnica uno dei massimi esponenti tra i batteristi reggae italiani, ed è ricordato per la sua tecnica eccellente in particolare per il suo "drumming", dal suono pulito e molto potente capace di ottenere suggestive vibrazioni.

### Morte
È morto nella sua casa a Desio il 14 agosto 2017.

## Discografia (Parziale)

### Con i Reggae National Tickets
- 1997 - Un affare difficile
- 1998 - Lascia un po' di te
- 1999 - La isla
- 2000 - Roof Club

### Con gli Smoke
- 2006 - Smoke
- 2008 - Routes

### Con i Casino Royale
- 2008 - Royale Rockers: The Reggae Sessions (raccolta - V2 Records)

### Con Sun Sooley
- 2010 -One day inna Babylon

### Con gli Africa Unite
- 2010 Rootz
- 2015 Il punto di partenza

### Con David Lion
- 2017 - Mandala

## Premi e riconoscimenti
- 1998 - Italian Reggae Ambassador del Rototom Sunsplash. (con i Reggae National Tickets)